# ナイスネイチャ
ナイスネイチャ（欧字名:Nice Nature、1988年4月16日 - 2023年5月30日）は、日本の競走馬・種牡馬。
1990年に中央競馬（JRA）でデビューし、1996年に現役を引退するまで41戦7勝の成績を残し、うち重賞を4勝。GI戦線で長らく活躍し、1991年から1993年の有馬記念では3年連続3着という記録を残すなど、3着が多い「ブロンズコレクター」として、また個性派の馬としても人気を博した。「ワイドの星」とも呼ばれた。その後2023年5月まで存命し、2021年8月以降は「存命中のJRA重賞優勝馬の最長寿馬」となっていた（後述）。主戦騎手は松永昌博。馬名は英語で「素晴らしい（nice）素質（nature）」の意。

## 経歴

### 生い立ち
1988年、北海道浦河町の渡辺牧場に生まれる。父はカナダで重賞6勝を挙げたノーザンダンサー産駒・ナイスダンサー。母のウラカワミユキは中央競馬でチューリップ賞（当時オープン特別競走）を含む3勝を挙げ、本馬の馬主ともなる豊嶌正雄が渡辺牧場に預託していた。場主の渡辺一馬によれば幼駒の頃はこれといった特徴のない平均的な馬で、育成牧場でも目立つことはなかったが、渡辺は漠然と同じナイスダンサー産駒のナイスナイスナイス（きさらぎ賞、京都記念の勝利馬）程度には走るのではないかと感じていたという。管理調教師となる松永善晴は早くから「いい馬だ」という印象を抱き、成長具合を見る度に「いい方向に変わってきた」と感じていたという。
競走年齢の3歳に達した1990年夏、滋賀県・栗東トレーニングセンターの松永厩舎に入る。姉が初戦で筋を痛めてそのまま引退していたことからナイスネイチャは慎重に調教を積まれ、デビューは12月と比較的遅い時期となった。

### 戦績

#### デビュー - 「夏の上がり馬」へ
1990年12月1日、京都開催の新馬戦でデビュー。初戦は後方から、最後の直線で進路が塞がる不利を受けながら僅差の2着に追い込んだ。中1週で挑んだ2戦目で1番人気に応え初勝利。年明けから春のクラシック出走を目指したが、500万円下の福寿草特別は6着（勝ち馬シスタートウショウ）・中1週で格上挑戦となったオープン戦の若駒ステークスは3着（勝ち馬トウカイテイオー）と勝てなかった上に骨膜炎も発症して休養となり、春クラシックの皐月賞・東京優駿（日本ダービー）には出走する事ができなかった。
約半年後の7月に中京開催で復帰。緒戦で2着に入ると、小倉に転戦して条件戦を2連勝。さらに8月25日の小倉記念で重賞に初出走、古馬（当時の5歳以上馬）の重賞勝ち馬らを抑えて1番人気に支持されると、当時としては優秀な上がり3ハロン34秒6を計時、ヌエボトウショウに2馬身差を付けて重賞初勝利を挙げた。春のクラシック二冠を制したトウカイテイオーは日本ダービー直後の故障で戦線を離脱しており、ナイスネイチャはクラシック三冠最終戦の菊花賞に向けた最大の「夏の上がり馬」となった。1カ月半後には菊花賞トライアルの京都新聞杯に出走。前年の関西3歳王者イブキマイカグラに次ぐ2番人気の支持を受けた。レースでは中団待機から、直線で進路をなくす不利を受けつつも態勢を立て直し、前で競り合うイブキマイカグラとシャコーグレイドを一気に交わすと両馬に3/4馬身差を付けて重賞連勝となった。

#### 「善戦ホース」となる
11月3日に迎えた菊花賞では前走で破ったイブキマイカグラに次ぐ2番人気に支持されたが、2周目の第3コーナーから追走に苦労し始め、直線でも伸び切れずレオダーバンの4着に敗れた。夏から使い詰めであったものの競走後に疲労は見られず12月8日の鳴尾記念で重賞3勝目を挙げ、年末には有馬記念に臨んだ。当日は2番人気に推され、松永は1番人気のメジロマックイーンに目標を定め、同馬をマークしながらレースを運んだ。しかし最後の直線で突き放されると、さらに後方から追い込んだ14番人気の伏兵ダイユウサクにも交わされてしまい、これが最初の有馬記念3着となった。
古馬となった1992年は年明けから持病の骨膜炎が悪化、同年春は全休を余儀なくされる。10月に天皇賞（秋）の前哨戦・毎日王冠から復帰し3着、天皇賞（秋）ではトウカイテイオーに次ぐ2番人気に推されたがレッツゴーターキンの4着。以降もマイルチャンピオンシップ3着、有馬記念で2年連続の3着。1993年も日経新春杯2着・阪神大賞典3着（主戦騎手の松永昌博が唯一の乗り替わり）・大阪杯2着と勝ち切れないレースが続き、大阪杯の後には骨折が判明し休養に入った。秋に毎日王冠から復帰したが、前年に続く3着。天皇賞（秋）はライスシャワーに次ぐ2番人気に支持されたが最後の直線で追い出されると急激に失速して初の2桁着順（15着）となる大敗を喫し、続くジャパンカップでも7着と敗れた。
3年連続出走となった有馬記念では評価を下げて10番人気であったが、レースは中団でトウカイテイオーと並んでレースを進めると、最後の直線では激しい競り合いを演じたトウカイテイオーとビワハヤヒデの3馬身半後方で、追い込んできたマチカネタンホイザをアタマ差抑え、3年連続の3着となった。グランプリにおけるこの記録は「怪挙」や「異業」とも言われ、「有馬記念3年連続3着」はナイスネイチャの代名詞ともなっていった。競馬評論家の井崎脩五郎・血統評論家の吉沢譲治・ライターの阿部珠樹は、この出来事についてそれぞれ次のように述べている。
7歳となった1994年初戦のアメリカジョッキークラブカップでは7着。続く大阪杯では2着と好走したが、GI競走の天皇賞（春）と宝塚記念ではいずれも4着と、掲示板（5着以内）の確保に留まった。
7月10日、GII級競走の高松宮杯に出走。前年の日本ダービー優勝馬ウイニングチケットや宝塚記念2着のアイルトンシンボリらが揃う中、初めてメンコ（覆面）を外して出走したナイスネイチャは中団待機から向正面で5番手まで位置を上げると、最後の直線で競り合うスターバレリーナ・マーベラスクラウン・アイルトンシンボリを交わして1着となり、4歳時の鳴尾記念以来、2年7カ月ぶりの勝利を挙げた。当日の中京競馬場には、競馬ブームを起こしたハイセイコーが出走した1974年以来となる6万5159人の観客が集まっており、ナイスネイチャに対してはGI競走に匹敵する声援が送られた。松永昌博は「ネイチャや関係者、そして負けても負けても応援してくださったファンの皆さんのことを思うと、とにかくホッとしました」、松永善晴は「もう勝てないのではと思うこともありました。ここまでチャンスはいくらでもあったのですが、取りこぼしもありましたからね。勝ってホッとしたというのが本音です。ここまで声援を送って下さったファンの皆様に心からお礼を言いたいです」と語った。
休養後の秋は緒戦から掲示板を外す成績が続き、4年連続出走の有馬記念では第3コーナー過ぎで位置を押し上げたものの直線では伸びず5着に終わる。翌1995年1月に馬主の豊蔦正雄が死去、ナイスネイチャの売却話も持ち上がったが、同年初戦の京都記念で2着と健闘し、豊蔦の息子・泰三に所有が引き継がれた。

#### 低迷 - 引退
京都記念の後は大阪杯に向けて調整されていたが、左前脚を骨折し休養に入る。秋に復帰したが低迷が続き、有馬記念では9着に終わった。翌1996年初戦の中京記念4着が掲示板以内に入った最後の競走となり、以後は4戦して6着が最高成績となった。年末には有馬記念出走が予定され、実現すれば史上初の6年連続出走となるはずであったが、右前脚の不安により回避を余儀なくされ、そのまま引退となった。GI競走出走16回、重賞34回連続出走は、いずれも当時の史上最多記録であった。

### 引退後
引退後、ナイスネイチャは種牡馬として1997年より北海道日高スタリオンステーションにて繋養された。産駒の1頭セイントネイチャーは中央競馬で3勝を挙げた。また、1999年には日本中央競馬会 (JRA) が拡大二連勝複式（ワイド）馬券の販売を開始した際のキャンペーンキャラクターに起用された。また競馬会が2000年に実施したファン投票による名馬選定企画「20世紀の名馬大投票」では1193票を集め第71位に選出された。GI級競走未勝利馬の100位以内選出は、ほかにステイゴールド（34位、企画実施後にGI勝利）とツインターボ（91位）のみであった。
2001年に種牡馬登録を抹消され、以後は故郷の渡辺牧場で「特定非営利活動法人引退馬協会」（任意団体「イグレット軽種馬フォスターペアレントの会」より移行）による「フォスターホース」として余生を送っていた。
2021年1月30日、当時JRA重賞勝ち存命馬最長寿のマイネルダビテの死亡に伴い、ナイスネイチャが存命中のJRA重賞勝ち馬としては、牡馬としては最長寿、牡牝総合では牝馬のラビットボールに次ぐ総合2位となった。ナイスネイチャの母ウラカワミユキも過去に牝馬最長寿を経験しており、親子2代での長寿に関する記録達成となった。
2021年8月19日、前述のラビットボールの死亡に伴い、ナイスネイチャがこの時点で存命中のJRA重賞勝馬の最長寿馬となった。
2023年4月16日に35歳を迎え、誕生日恒例となった「バースデードネーション」も行われ、5月16日には、本馬を所有する引退馬協会より写真集『〜引退馬協会フォスターホース〜 35歳おめでとう！ ナイスネイチャ写真集』（発行：特定非営利活動法人 引退馬協会）も出版された。
5月に入って食欲の低下がみられるようになり、牧場関係者による経過観察が続いていた。同月30日の朝には心拍数の上昇や腸の活動の鈍化がみられ、昼前には自力で立てなくなり体力的な限界が認められたため、繋養先と獣医師の判断により鎮静剤と麻酔剤を投与し、同日12時40分に安楽死となった。35歳44日だった。死後、5月31日に父母が眠る同牧場の墓地に埋葬された。ナイスネイチャの死亡により、この時点で生存していたJRA重賞勝ち馬の最長寿が1991年（平成3年）6月1日生まれのサクラエイコウオー（1994年・弥生賞および1996年・七夕賞優勝）となり、昭和生まれの重賞勝ち馬が全てこの世を去った。

## 競走成績
| 競走日 | 競走日 | 競馬場 | 競走名               | 格      | 頭 数 | 枠 番 | 馬 番 | オッズ （人気） | オッズ （人気） | 着順 | 騎手     | 斤量 ［kg］ | 距離（馬場）  | タイム （上り3F） | タイム 差 | 1着馬/（2着馬）        |
| ------ | ------ | ------ | -------------------- | ------- | ----- | ----- | ----- | --------------- | --------------- | ---- | -------- | ----------- | ------------- | ----------------- | --------- | ---------------------- |
| 1990.  | 12.02  | 京都   | 3歳新馬              |         | 11    | 3     | 3     | 3.9             | （3人）         | 2着  | 松永昌博 | 54          | 芝1200m（良） | 1:11.9 (35.2)     | 0.0       | コウエイロイヤル       |
|        | 12.15  | 京都   | 3歳新馬              |         | 9     | 4     | 4     | 1.7             | （1人）         | 1着  | 松永昌博 | 54          | ダ1400m（良） | 1:26.1 (38.7)     | -0.1      | （プレーリーラブ）     |
| 1991.  | 01.05  | 京都   | 福寿草特別           | 500万下 | 15    | 1     | 2     | 6.4             | （3人）         | 6着  | 松永昌博 | 55          | 芝2000m（良） | 2:04.2 (36.2)     | 1.2       | シスタートウショウ     |
|        | 01.19  | 京都   | 若駒S                | OP      | 9     | 7     | 7     | 18.2            | （5人）         | 3着  | 松永昌博 | 55          | 芝2000m（良） | 2:02.5 (37.5)     | 1.1       | トウカイテイオー       |
|        | 07.06  | 中京   | なでしこ賞           | 500万下 | 10    | 3     | 3     | 5.6             | （3人）         | 2着  | 松永昌博 | 55          | 芝1800m（稍） | 1:50.4 (35.8)     | 0.0       | シロキタテイオー       |
|        | 07.28  | 小倉   | 不知火特別           | 500万下 | 12    | 2     | 2     | 1.7             | （1人）         | 1着  | 松永昌博 | 55          | 芝1800m（良） | 1:49.8 (36.6)     | -0.4      | （ピエルマリー）       |
|        | 08.10  | 小倉   | はづき賞             | 900万下 | 9     | 4     | 4     | 2.0             | （1人）         | 1着  | 松永昌博 | 55          | 芝1800m（不） | 1:49.6 (36.4)     | -0.2      | （セカンドシーザー）   |
|        | 08.25  | 小倉   | 小倉記念             | GIII    | 10    | 7     | 7     | 2.5             | （1人）         | 1着  | 松永昌博 | 52          | 芝2000m（良） | 2:02.7 (34.6)     | -0.3      | （ヌエボトウショウ）   |
|        | 10.13  | 京都   | 京都新聞杯           | GII     | 14    | 7     | 11    | 3.3             | （2人）         | 1着  | 松永昌博 | 57          | 芝2200m（良） | 2:15.6 (35.4)     | -0.1      | （イブキマイカグラ）   |
|        | 11.03  | 京都   | 菊花賞               | GI      | 18    | 3     | 5     | 5.2             | （2人）         | 4着  | 松永昌博 | 57          | 芝3000m（良） | 3:09.8 (35.2)     | 0.3       | レオダーバン           |
|        | 12.08  | 阪神   | 鳴尾記念             | GII     | 11    | 7     | 8     | 1.9             | （1人）         | 1着  | 松永昌博 | 57          | 芝2500m（良） | 2:36.3 (37.0)     | -0.1      | （ミスターシクレノン） |
|        | 12.22  | 中山   | 有馬記念             | GI      | 15    | 3     | 5     | 8.7             | （2人）         | 3着  | 松永昌博 | 55          | 芝2500m（良） | 2:31.1 (35.7)     | 0.5       | ダイユウサク           |
| 1992.  | 10.01  | 東京   | 毎日王冠             | GII     | 11    | 2     | 2     | 3.4             | （1人）         | 3着  | 松永昌博 | 58          | 芝1800m（良） | 1:45.9 (35.2)     | 0.3       | ダイタクヘリオス       |
|        | 11.01  | 東京   | 天皇賞（秋）         | GI      | 18    | 6     | 11    | 3.9             | （2人）         | 4着  | 松永昌博 | 58          | 芝2000m（良） | 1:59.0 (37.6)     | 0.4       | レッツゴーターキン     |
|        | 11.22  | 京都   | マイルCS             | GI      | 18    | 4     | 8     | 6.9             | （4人）         | 3着  | 松永昌博 | 57          | 芝1600m（良） | 1:33.7 (35.0)     | 0.4       | ダイタクヘリオス       |
|        | 12.27  | 中山   | 有馬記念             | GI      | 16    | 1     | 1     | 11.1            | （4人）         | 3着  | 松永昌博 | 57          | 芝2500m（良） | 2:33.7 (34.8)     | 0.2       | メジロパーマー         |
| 1993.  | 01.24  | 京都   | 日経新春杯           | GII     | 12    | 5     | 7     | 2.7             | （1人）         | 2着  | 松永昌博 | 57          | 芝2200m（良） | 2:14.1 (34.6)     | 0.1       | エルカーサリバー       |
|        | 03.14  | 阪神   | 阪神大賞典           | GII     | 11    | 6     | 7     | 1.9             | （1人）         | 3着  | 南井克巳 | 58          | 芝3000m（良） | 3:09.4 (37.2)     | 0.2       | メジロパーマー         |
|        | 04.04  | 阪神   | 産経大阪杯           | GII     | 16    | 3     | 5     | 2.4             | （2人）         | 2着  | 松永昌博 | 58          | 芝2000m（良） | 2:04.1 (37.1)     | 0.8       | メジロマックイーン     |
|        | 10.10  | 東京   | 毎日王冠             | GII     | 13    | 8     | 12    | 7.6             | （4人）         | 3着  | 松永昌博 | 58          | 芝1800m（良） | 1:45.9 (35.0)     | 0.4       | シンコウラブリイ       |
|        | 10.31  | 東京   | 天皇賞（秋）         | GI      | 17    | 4     | 7     | 5.6             | （2人）         | 15着 | 松永昌博 | 58          | 芝2000m（良） | 2:01.5 (38.9)     | 2.6       | ヤマニンゼファー       |
|        | 11.28  | 東京   | ジャパンC            | GI      | 16    | 6     | 11    | 39.2            | （15人）        | 7着  | 松永昌博 | 57          | 芝2400m（良） | 2:25.1 (36.1)     | 0.7       | レガシーワールド       |
|        | 12.26  | 中山   | 有馬記念             | GI      | 14    | 7     | 12    | 26.6            | （10人）        | 3着  | 松永昌博 | 56          | 芝2500m（良） | 2:31.6 (35.5)     | 0.7       | トウカイテイオー       |
| 1994.  | 01.23  | 中山   | AJCC                 | GII     | 14    | 5     | 7     | 3.9             | （2人）         | 7着  | 松永昌博 | 58          | 芝2200m（良） | 2:14.7 (35.9)     | 0.6       | マチカネタンホイザ     |
|        | 04.03  | 阪神   | 産経大阪杯           | GII     | 14    | 6     | 11    | 4.6             | （3人）         | 2着  | 松永昌博 | 58          | 芝2000m（良） | 2:01.8 (35.0)     | 0.6       | ネーハイシーザー       |
|        | 04.24  | 京都   | 天皇賞（春）         | GI      | 11    | 4     | 4     | 23.3            | （7人）         | 4着  | 松永昌博 | 58          | 芝3200m（稍） | 3:23.3 (36.5)     | 0.7       | ビワハヤヒデ           |
|        | 06.12  | 阪神   | 宝塚記念             | GI      | 14    | 2     | 2     | 12.0            | （3人）         | 4着  | 松永昌博 | 56          | 芝2200m（良） | 2:12.4 (35.6)     | 1.2       | ビワハヤヒデ           |
|        | 07.10  | 中京   | 高松宮杯             | GII     | 13    | 8     | 12    | 8.5             | （5人）         | 1着  | 松永昌博 | 58          | 芝2000m（良） | 2:00.7 (36.0)     | -0.1      | （スターバレリーナ）   |
|        | 10.09  | 東京   | 毎日王冠             | GII     | 11    | 4     | 4     | 4.5             | （2人）         | 6着  | 松永昌博 | 58          | 芝1800m（良） | 1:45.1 (35.2)     | 0.5       | ネーハイシーザー       |
|        | 10.30  | 東京   | 天皇賞（秋）         | GI      | 13    | 4     | 5     | 30.4            | （6人）         | 7着  | 松永昌博 | 58          | 芝2000m（良） | 1:59.1 (34.4)     | 0.5       | ネーハイシーザー       |
|        | 11.27  | 東京   | ジャパンC            | GI      | 14    | 6     | 11    | 23.8            | （11人）        | 8着  | 松永昌博 | 57          | 芝2400m（良） | 2:24.4 (36.8)     | 0.8       | マーベラスクラウン     |
|        | 12.25  | 中山   | 有馬記念             | GI      | 13    | 6     | 9     | 46.0            | （11人）        | 5着  | 松永昌博 | 56          | 芝2500m（良） | 2:33.3 (35.4)     | 1.1       | ナリタブライアン       |
| 1995.  | 02.12  | 京都   | 京都記念             | GII     | 8     | 6     | 6     | 7.7             | （4人）         | 2着  | 松永昌博 | 59          | 芝2200m（良） | 2:12.0 (34.2)     | 0.2       | ワコーチカコ           |
|        | 10.08  | 京都   | 京都大賞典           | GII     | 13    | 1     | 1     | 13.0            | （5人）         | 8着  | 松永昌博 | 58          | 芝2400m（良） | 2:26.0 (35.6)     | 0.7       | ヒシアマゾン           |
|        | 11.26  | 東京   | ジャパンC            | GI      | 14    | 8     | 15    | 46.9            | （13人）        | 13着 | 松永昌博 | 57          | 芝2400m（良） | 2:26.2 (36.6)     | 1.6       | ランド                 |
|        | 12.24  | 中山   | 有馬記念             | GI      | 12    | 5     | 5     | 43.1            | （10人）        | 9着  | 松永昌博 | 56          | 芝2500m（良） | 2:35.4 (36.3)     | 1.8       | マヤノトップガン       |
| 1996.  | 03.17  | 中京   | 中京記念             | GIII    | 16    | 8     | 16    | 9.8             | （7人）         | 4着  | 松永昌博 | 58.5        | 芝2000m（稍） | 2:02.6 (36.7)     | 0.4       | イナズマタカオー       |
|        | 04.06  | 中山   | ダービー卿CT         | GIII    | 16    | 8     | 16    | 30.3            | （10人）        | 6着  | 松永昌博 | 61          | 芝1600m（良） | 1:33.8 (35.1)     | 0.4       | フジノマッケンオー     |
|        | 05.11  | 京都   | 京阪杯               | GIII    | 16    | 2     | 4     | 10.8            | （5人）         | 8着  | 松永昌博 | 58          | 芝2200m（良） | 2:13.6 (34.3)     | 0.8       | ダンスパートナー       |
|        | 10.27  | 東京   | 天皇賞（秋）         | GI      | 17    | 1     | 2     | 93.6            | （14人）        | 10着 | 松永昌博 | 58          | 芝2000m（良） | 1:59.7 (34.8)     | 1.0       | バブルガムフェロー     |
|        | 11.16  | 東京   | アルゼンチン共和国杯 | GII     | 18    | 1     | 2     | 17.5            | （10人）        | 15着 | 松永昌博 | 56          | 芝2500m（良） | 2:34.0 (37.4)     | 2.2       | エルウェーウィン       |

## 特徴・評価

### 競走能力について
古馬になってから「ジリ脚」との評価が定着したが、4歳時の小倉記念や京都新聞杯で披露した末脚は「豪脚」、「剃刀」とも形容され、当時は鋭い瞬発力を見せていた。松永昌博によると、京都新聞杯の次走となった菊花賞から「トロトロした」レースをし始め、さらに有馬記念を経て古馬になってからは掛かるようにもなり、後方からレースを進めざるを得なくなったといい、「そういう競馬をさせてしまったのかなあ」と振り返っている。ライターの谷川善久は、ナイスネイチャが挙げた7勝のレース内容や、同世代のトウカイテイオーに次ぐ6億円超の獲得賞金額、本来適性範囲外の距離である有馬記念での3年連続3着といった記録は間違いなく「強い馬」のものであったが、たび重なる故障から成長を阻害されたり、充実期に出走の機会を逃したことが勝ちきれない成績に繋がったのではないかと述べている。ライターのはせべゆたかは、菊花賞において皐月賞・東京優駿を優勝したトウカイテイオーが不在となって混迷したムードとなった中でナイスネイチャの登場がより盛り上げたとし、「もしここで勝っていれば、彼はメジロマックイーンになれたのだろうか…」と述べている。

### 人気について
競走馬としての人気は高く、厩舎にはナイスネイチャを訪ねてやってくるファン、激励のファンレター・千羽鶴などが次々と送られ、ナイスネイチャの馬房の前扉には12束の千羽鶴が飾られていた。手紙は「ナイスネイチャの一所懸命な姿に励まされる」といった内容が多かったという。稲垣茂は「彼以上のスターホースもいるが、トレセンを訪ねてくるファンの数とその思い入れの深さでは、栗東で一二を争うアイドルホース」だったとしている。松永昌博によれば、ナイスネイチャを管理するまでの松永善晴は「とっつきにくい」人物であったが、ナイスネイチャの存在によって「ファンあっての競馬」であることを認識させられてから変わり、スタッフが驚くほどファンを大事にするようになったという。
競馬会の広報誌『優駿』が2004年に企画した「個性派ホースBEST10」という企画では、1980～2000年代の「名バイプレーヤー」部門における識者による投票で1位に選ばれた（読者投票ではステイゴールドに次ぐ2位）。
競馬ライターの山河拓也はこの企画の中で「いつの時代にも存在する『もどかしい馬』の代名詞。ひとこと『ナイスネイチャみたいな馬』で説明可能。これは凄い。競馬に限らず、人間でも『ナイスネイチャみたいな奴』と言えば、愛すべき男が像を結ぶ。これは本当に凄い」と称えている。
競馬評論家の須田鷹雄は「4歳時普通に夢見た頂点には最後まで縁がなかったが、善戦マンとして得た祝福はタイトルをも上回るものだった」と評した。
自著にナイスネイチャを多く登場させた競馬漫画家のよしだみほは「4～5歳時のブロコレ（注：ブロンズコレクター）ぶりはホントにすごい（笑）。ナイスネイチャと言うとみんな笑うもんなぁ。競馬に新しい文化を作ったといっても過言じゃないよね。（中略）彼がレースに出てるだけで幸せになれる、ユカイな馬でした。あんな愛され方をした馬って、他にいないんじゃないかな」と述べている。
競馬ライターの阿部珠樹は「三連複の時代に走っていたら、おそらくさらに人気を博していたはずで、その点では『時代を先取りしていた名馬』といえるかもしれない。ともかく、印象的な勝ち鞍をあげる馬はいつの時代にもいるが、印象的な入着で競馬史に名をとどめるような馬は、そうは現れないだろう」と述べている。

### バースデードネーション
29歳を迎えた2017年4月16日の誕生日に、本馬の所有者である引退馬協会がバースデードネーション（直訳すると誕生日の寄付）を開始。設定した1ヶ月間の目標額50万円に対して48名から19万8千円の寄付があった。翌年以降もバースデードネーションが実施され、2018年は275名から67万円、2019年は325名から108万円、2020年は404名から176万円と、企画の認知度が上がるにつれて寄付額も増額した。そして、2021年には目標額である200万円をわずか1日で達成し、その後一週間ほどでその10倍となる2000万円を超える額が寄付され、最終的には前年比約40倍の16296人が支援し、前年比約20倍の3582万9370円が寄付された。この2021年に得た資金をもとにしてディープスカイ等の引退馬を新たに受け入れたことが発表されている。
この急激な寄付額増加の理由については、同年2月に配信が開始されたスマートフォン及びパソコン用ゲーム『ウマ娘 プリティーダービー』の人気が後押ししているとして各種メディアに取り上げられた。ゲーム中には本馬をモデルにしたキャラクターも同名で登場している。
目標を大きく上回る寄付額について引退馬協会代表理事の沼田恭子は、寄付額のおよそ30%にあたる部分をプールして長期的な引退馬の支援に活用することを発表している。
2021年の寄付により引退馬支援金に余剰が生まれたため、翌2022年のバースデードネーションは「再就職支援」をテーマとして行われた。競馬を引退した馬を乗馬やコンパニオンホースとしてリトレーニングするための費用として使用される。開始初日に目標額850万円を突破、その後わずか4日間で前年の最終額3582万円を超え、最終的には17155名から5410万6129円もの寄付が集まった。
35歳を迎えた2023年は「地方競馬の重賞馬にも目を向けよう！」をテーマとして行われた。前年を超えて過去最高となる21621名から7402万1008円の寄付が集まった。
ドネーションで集まった寄付金は、ナイスネイチャ自身のために使われるわけではなく、その年のテーマに沿って引退馬の支援金として使用されており、多くの引退馬が対象馬として新しい生活をスタートさせている。
没後の2024年は「ナイスネイチャ・メモリアルドネーション」と名称を改め、2021年に引き続き引退繁殖馬支援の拡充をテーマとして開催された。開始初日に当初の目標額2500万円を突破し、最終的な寄付額は前年を上回る7488万9338円となった。2025年以降もナイスネイチャの功績を称え、メモリアルドネーションとして引き続き開催される予定である。

## エピソード

### ナイスネイチャと馬場秀輝
ナイスネイチャと競走馬時代の担当厩務員であった馬場秀輝の結びつきは非常に強いものであった。若馬の頃のナイスネイチャは我が強くスタッフが手を焼く存在であったが、馬場は全く怒ることなく接し続け、やがてナイスネイチャは馬場に対しては引き綱なしで後ろを付いて歩くほど大人しい馬となった。一方では競馬のときに馬場が付いていなければ発馬機に近づこうとせず、調教でも駐立したまま動かなくなってしまうことがしばしばあった。かつて松永善晴厩舎の調教助手だった稲垣茂は「それほどまでの信頼感が馬と人の間にあるケースは実に珍しい」とこれを評している。
また、レースの1週間前ほどから1回分15000円もするマムシの粉末を餌に混ぜて食べさせており、それを1日3回繰り返していたが費用は全て馬場の自腹であったという。マムシの粉はリノール酸が豊富に含まれており、レース直前に脚に負担を掛けずに馬体を絞る為には有用である。またドーピング等のリスクも無い反面、マムシ団子等与え方にも大変手間がかかり、蕁麻疹のリスクもあることから当時(1990年から1995年ごろ)ですら実際に行う厩務員は稀であった。この点からも馬場のネイチャへの愛情が並々ならないものであることが感じられる。
ナイスネイチャ引退の原因となった脚の怪我を発見した際には、ごく小さいひび割れでラストランの予定となっていた有馬記念を走っても問題ないほどのものだったが、馬場は馬の将来を思い万が一があってはいけないと涙ながらに松永善晴を説得したとされる。連続出走記録の懸かった競走前であり、その記録を誇り誰よりも楽しみにしていた松永は「（ナイスネイチャのことを誰よりも知っている）お前がそういうのだったら、仕方が無いな」と言い、馬場の進言を受け入れたという。
また馬場はナイスネイチャのファンとの交流も欠かさず、送られてきた膨大な千羽鶴をナイスネイチャの馬房の扉に飾り、競馬の後にはメンコやゼッケンを気軽にファンに配布した。稲垣によればナイスネイチャに会いに栗東を訪れるファンのうち、相当数が馬場のファンでもあったという。なお、馬場は1998年の交通事故により41歳の若さで急逝してしまう。これはナイスネイチャを通じて知り合ったファンの結婚式に出席した帰路での出来事であった。

## 血統表
| ナイスネイチャの血統                      | ナイスネイチャの血統                 | ナイスネイチャの血統 | （血統表の出典）          | （血統表の出典） |
| 父系                                      | ノーザンダンサー系                   | ノーザンダンサー系   | ノーザンダンサー系        | [ § 2 ]          |
| 父 * ナイスダンサー Nice Dancer 1969 鹿毛 | 父の父Northern Dancer 1961 鹿毛      | Nearctic             | Nearco                    | Nearco           |
| 父 * ナイスダンサー Nice Dancer 1969 鹿毛 | 父の父Northern Dancer 1961 鹿毛      | Nearctic             | Lady Angela               |                  |
| 父 * ナイスダンサー Nice Dancer 1969 鹿毛 | 父の父Northern Dancer 1961 鹿毛      | Natalma              | Native Dancer             | Native Dancer    |
| 父 * ナイスダンサー Nice Dancer 1969 鹿毛 | 父の父Northern Dancer 1961 鹿毛      | Natalma              | Almahmoud                 |                  |
| 父 * ナイスダンサー Nice Dancer 1969 鹿毛 | 父の母Nice Princess 1964 栗毛        | Le Beau Prince       | Fontenay                  | Fontenay         |
| 父 * ナイスダンサー Nice Dancer 1969 鹿毛 | 父の母Nice Princess 1964 栗毛        | Le Beau Prince       | Quillerie                 |                  |
| 父 * ナイスダンサー Nice Dancer 1969 鹿毛 | 父の母Nice Princess 1964 栗毛        | Happy Night          | Alizier                   | Alizier          |
| 父 * ナイスダンサー Nice Dancer 1969 鹿毛 | 父の母Nice Princess 1964 栗毛        | Happy Night          | Happy Grace               |                  |
| 母 ウラカワミユキ 1981 鹿毛               | 母の父*ハビトニー Habitony 1974 鹿毛 | Habitat              | Sir Gaylord               | Sir Gaylord      |
| 母 ウラカワミユキ 1981 鹿毛               | 母の父*ハビトニー Habitony 1974 鹿毛 | Habitat              | Little Hut                |                  |
| 母 ウラカワミユキ 1981 鹿毛               | 母の父*ハビトニー Habitony 1974 鹿毛 | Courteous Lady       | Gallant Man               | Gallant Man      |
| 母 ウラカワミユキ 1981 鹿毛               | 母の父*ハビトニー Habitony 1974 鹿毛 | Courteous Lady       | Fleurlea                  |                  |
| 母 ウラカワミユキ 1981 鹿毛               | 母の母ケンマルミドリ 1971 鹿毛       | ケンマルチカラ       | *ヒンドスタン             | *ヒンドスタン    |
| 母 ウラカワミユキ 1981 鹿毛               | 母の母ケンマルミドリ 1971 鹿毛       | ケンマルチカラ       | ミカヅキ                  |                  |
| 母 ウラカワミユキ 1981 鹿毛               | 母の母ケンマルミドリ 1971 鹿毛       | ケンミドリ           | *ガーサント               | *ガーサント      |
| 母 ウラカワミユキ 1981 鹿毛               | 母の母ケンマルミドリ 1971 鹿毛       | ケンミドリ           | *ヴェルヴェット F-No.20-c |                  |
| 母系(F-No.)                               | 20号族(FN:20-c)                      | 20号族(FN:20-c)      | 20号族(FN:20-c)           | [ § 3 ]          |
| 5代内の近親交配                           | なし                                 | なし                 | なし                      | [ § 4 ]          |
| 出典                                      | 1. 2. 3. 4.                          | 1. 2. 3. 4.          | 1. 2. 3. 4.               | 1. 2. 3. 4.      |

- 母のウラカワミユキは2017年6月2日に36歳で死亡したが、これは正確に記録が残る限りにおけるサラブレッド牝馬の日本最長寿記録であった[63]。
- 半妹ゲッケイジュの孫に2024年大井記念など地方重賞3勝のサヨノネイチヤがいる。